# Пётр Амьенский
Пётр Амьенский (лат. Petrus Ambianensis, он же Пётр Пустынник, лат. Petrus Heremita) — аскет, которому приписывалась организация первого крестового похода.
Пётр родился около 1050 года в Амьене, был военным, потом удалился от света и стал монахом, пустынником. В то время христианский мир был одержим идеей крестовых походов.

Пётр Амьенский проповедует народу необходимость Первого Крестового похода

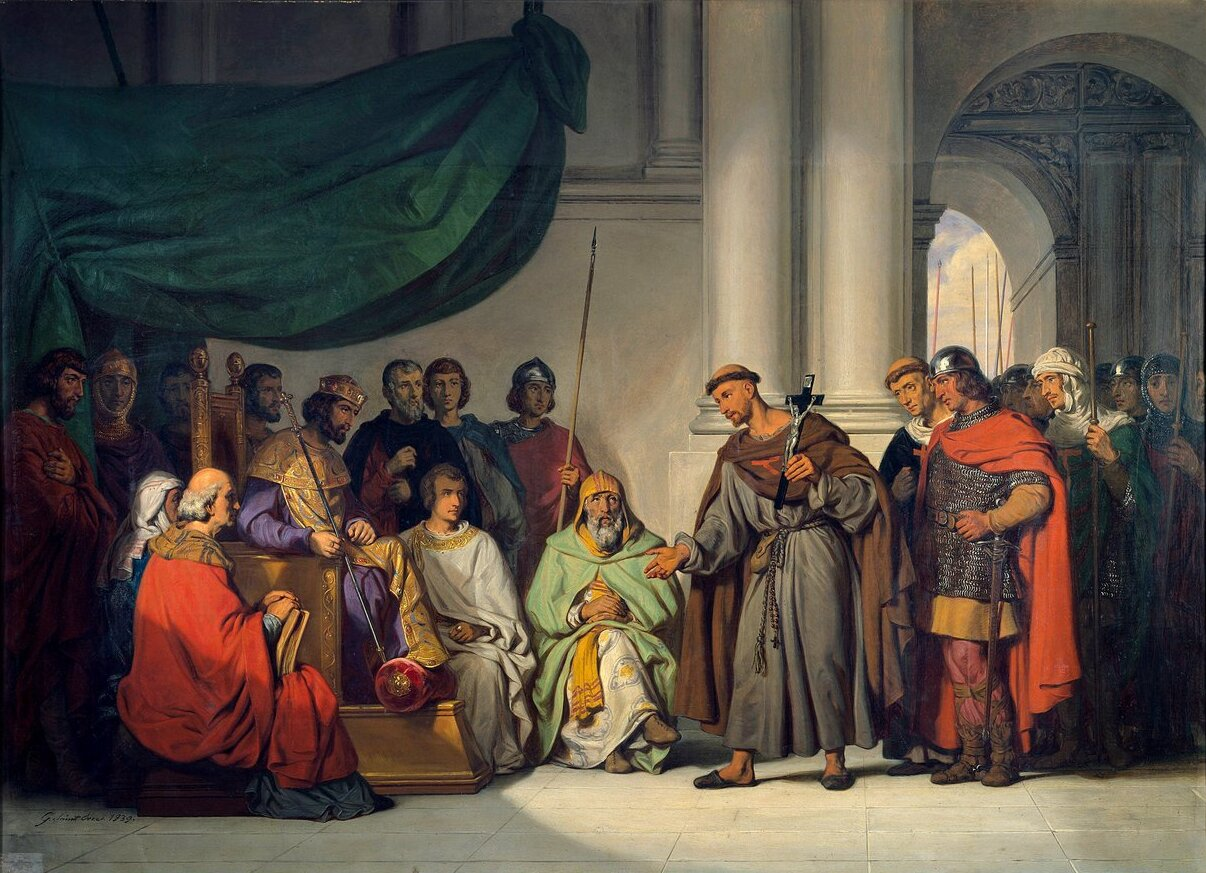
Пётр Пустынник у византийского императора Алексея Комнина

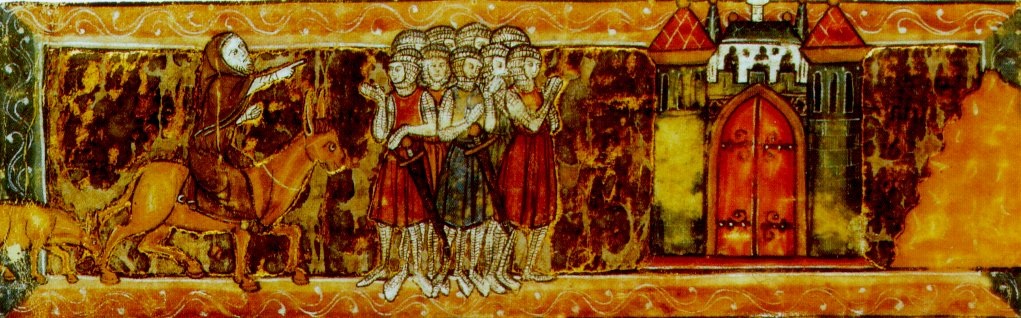
Пётр Пустынник указывает крестоносцам путь в Иерусалим. Французская миниатюра (около 1270 г.)

Папа был главным двигателем этого движения, в котором ярко отразилось аскетическое настроение целой эпохи; но по преданиям, записанным у Альберта Ахенского и Вильгельма Тирского, во главе крестового похода стоял не папа, а Пётр, своим воодушевлением увлёкший даже папу. Небольшого роста, имея жалкую наружность, он таил в себе великую доблесть.
Он был ума «быстрого и проницательного, говорил приятно и свободно». Прибыв в Палестину, Пётр был глубоко опечален, познакомившись с бедственным положением христиан. Во время беседы с иерусалимским патриархом Симоном Пётр посоветовал ему обратиться за помощью «к владыке-папе и римской церкви, королям и князьям Запада», а сам выразил готовность идти к ним, умолять их о помощи. Уверенность в успехе возникла у «жалкого, бедного и лишённого всяких средств пилигрима» вследствие помощи самого Христа Спасителя. Он явился Петру во сне, ободрил его и предписал крестовый поход. В Риме Пётр обратился с призывом к папе Урбану II.
Тот выслушал воззвание, благословил Петра на проповедь и обещал своё ревностное содействие. Пётр направился в Верчелли, оттуда — в Клермон, прошёл все страны, призывая их к борьбе за Спасителя. Народ окружал его толпами, приносил ему дары и прославлял его святость. «Всё, что он ни говорил, ни делал — обнаруживало в нём божественную благодать». Все признавали его власть. Никто лучше его не умел улаживать несогласия и мирить самых жестоких врагов. Многие выдёргивали, как святыню, шерсть из его мула. Хлеба Пётр не ел, питаясь вином и рыбой. Собрав многочисленную армию, Пётр решился направить свой путь через землю венгров. Тогда поднялись все земли и все князья и рыцари во всей Франции на освобождение Гроба Господня. По этому преданию, Пётр сделал уже половину дела, когда прибыл в Клермон папа Урбан с призывом к походу (в 1095 году).
Легенда в той версии, которую излагают Вильгельм Тирский, аббат Гвиберт Ножанский и Анна Комнина, отодвинула папу на второй план, выдвинув Петра. Между тем современники не превозносят Петра, не приписывают ему почина крестовых походов, не говорят о нём, как о посланнике Божьем, взволновавшем Запад. На севере Франции его знали лишь как одного из многих народных проповедников; англичанам и итальянцам он совсем был не известен. Современникам он представлялся обыкновенным фанатиком-аскетом, собравшим ополчение из крестьян, нищих, крепостных и бродяг. Вождями этих формирований были Пётр и Вальтер Голяк. Судьба первого ополчения оказалась плачевной — в октябре 1096 года сельджуки разбили крестоносцев у Циветота.
Постоянные стычки, еврейские погромы, битвы в Венгрии и Болгарии, общая беспорядочность лишили вождей влияния на массы. Чехи, венгры и болгары уничтожали крестоносцев. После переправы в Азию Пётр покинул ополчение, которое вскоре было истреблено турками, и присоединился к армии Готфрида Бульонского. Когда крестоносцы в 1098 году были осаждены в Антиохии эмиром Кербогой, настал такой голод, что многие бежали толпами, другие спускались на верёвках со стен и уходили в леса.
В числе «верёвочных беглецов» был и Пётр, но ему не удалось бежать, так как его поймал Танкред Тарентский и заставил присягнуть, что тот не сбежит. Имя Петра упоминается во время переговоров с Кербогой под Антиохией. После взятия Иерусалима Пётр вернулся на родину, прибыл в Пикардию и основал в Юи в 1099 году августинский монастырь, настоятелем которого он и умер в 1115 году.